# Auerbachs Keller

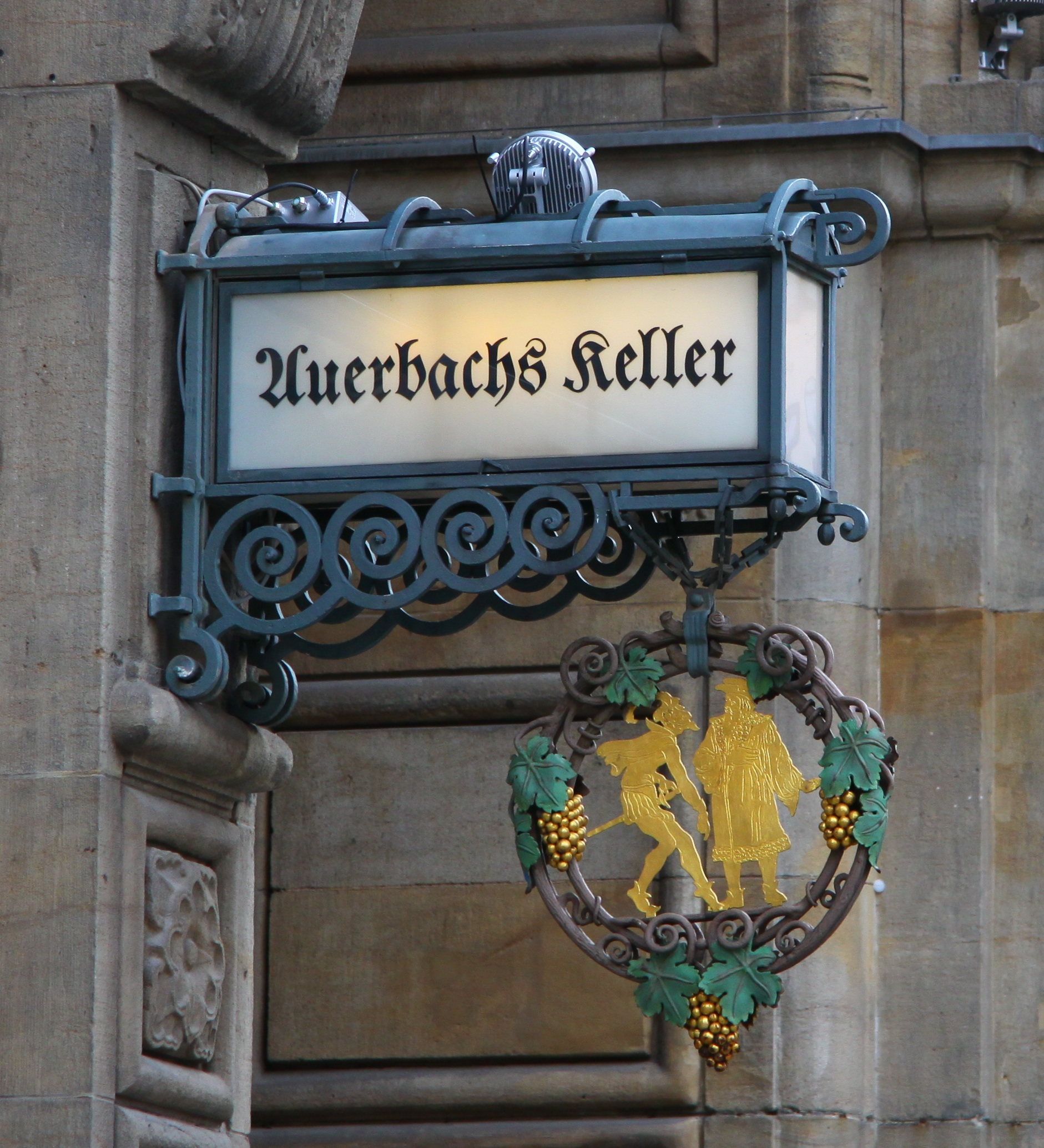
Insegna dell'Auerbachs Keller

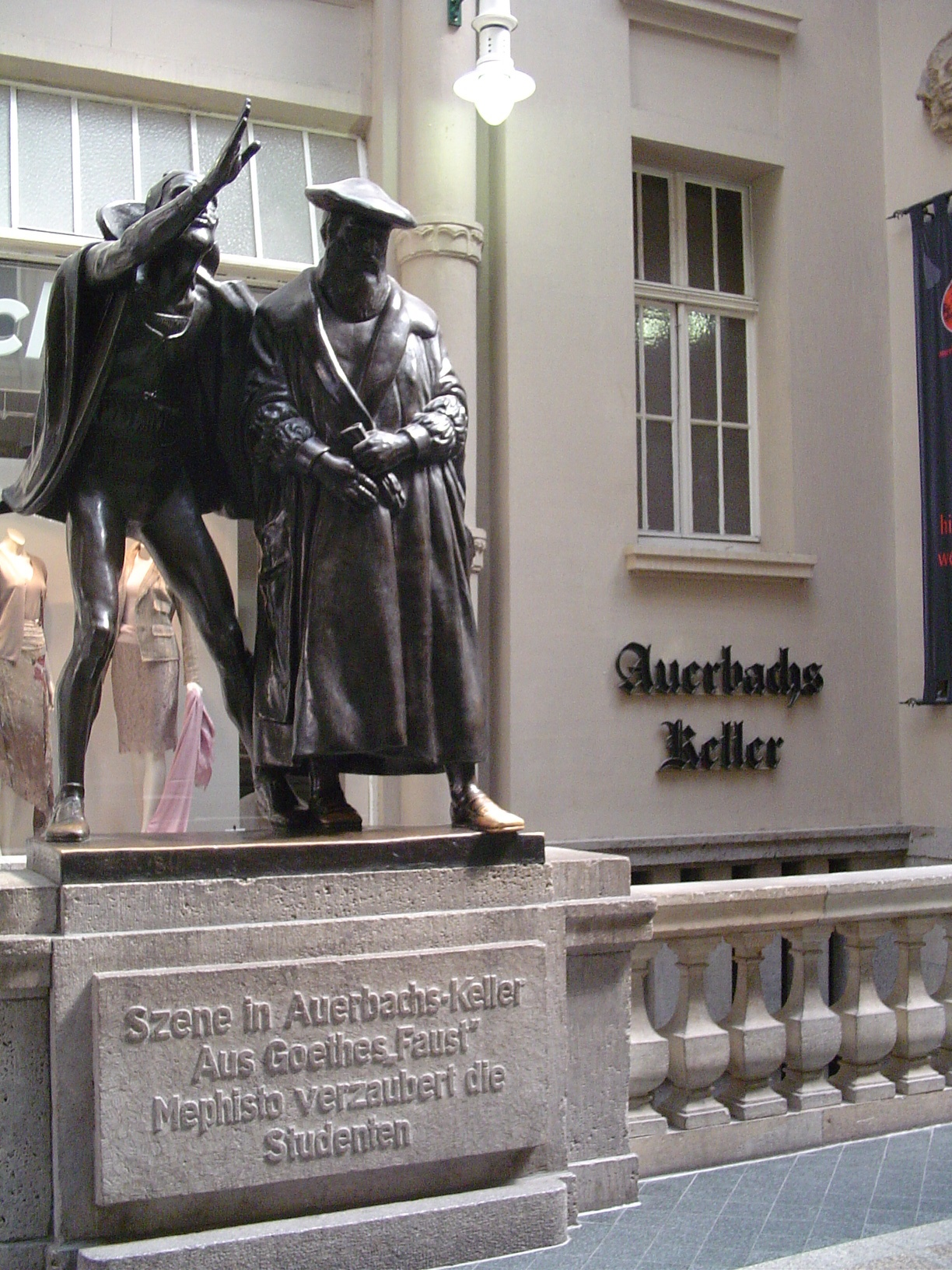
Entrata dell'Auerbachs Keller con le statue in bronzo di Faust e Mefistofele

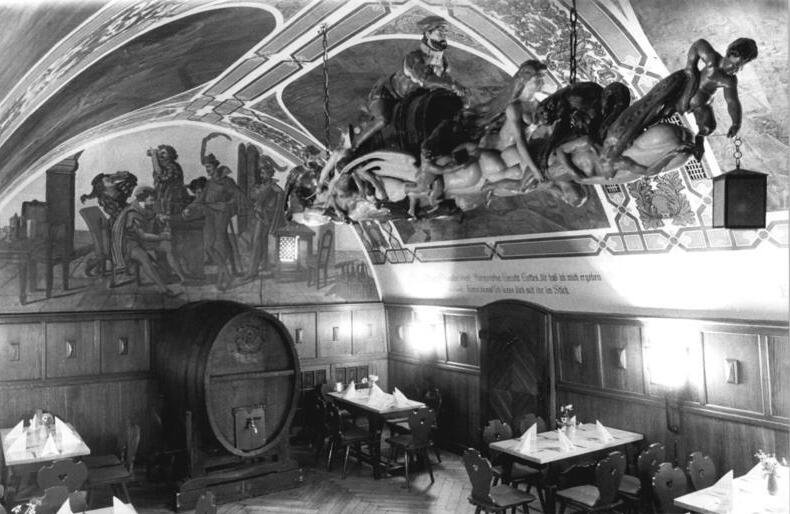
Una delle cantine del locale

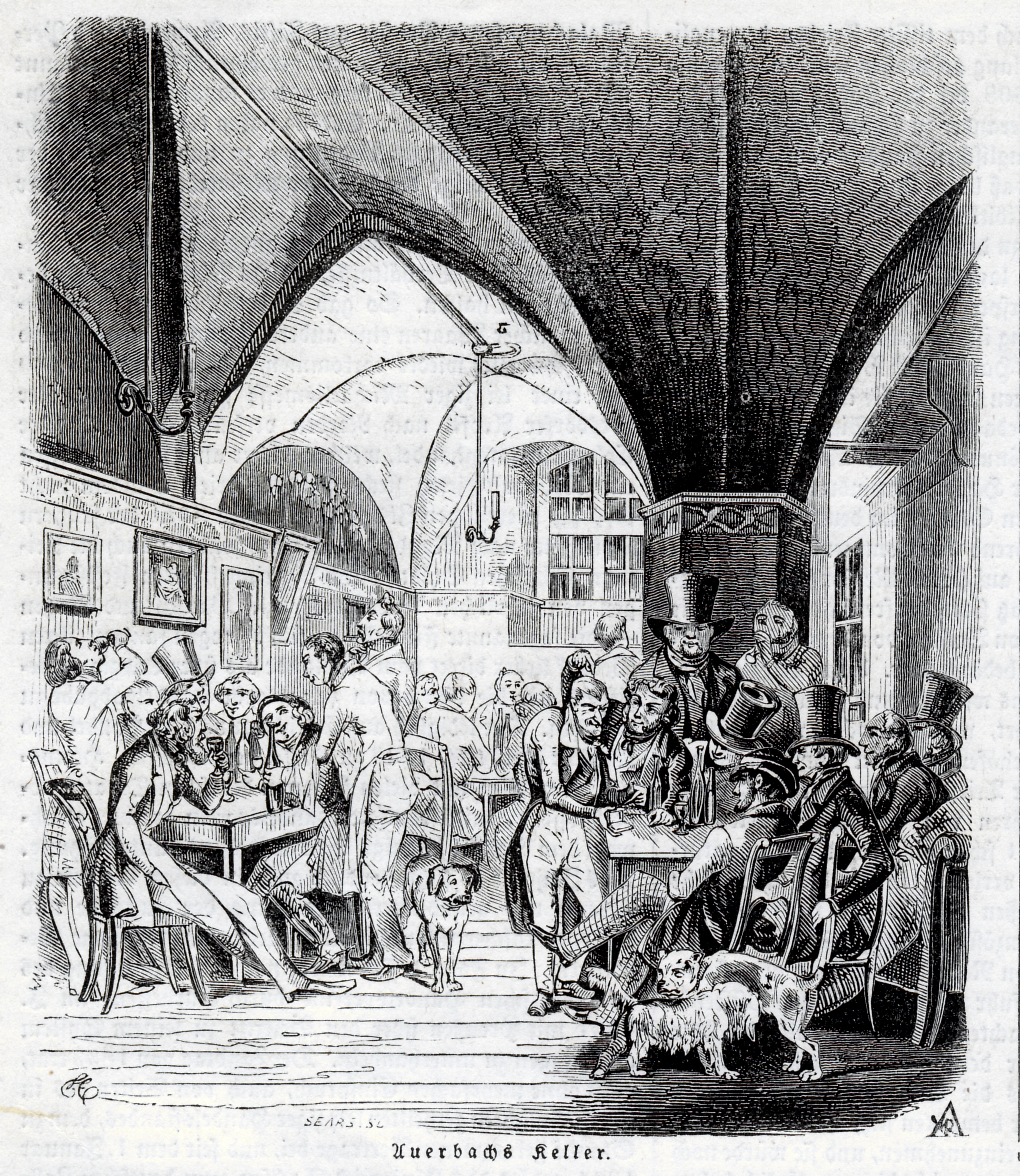
L'Auerbachs Keller in un'illustrazione apparsa in un giornale nel 1844

L'Auerbachs Keller («Cantina di Auerbach») è uno storico locale di Lipsia, in Germania, risalente al 1530-1538.
L'Auerbaschs Keller fu resa celebre da Goethe, che vi ambientò alcune scene della sua opera Faust, opera richiamata da alcuni dipinti nel locale.

## Descrizione
L'Auerbachs Keller si trova al nr. 2 della Grimmaische Straße all'interno del Mädlerpassage, galleria commerciale realizzata tra il 1912 e il 1913, e situata in pieno centro storico, nei pressi di altri monumenti quali la Chiesa di San Nicola, l'Altes Rathaus, il Neues Rathaus, il Bach-Museum e l'Università.
Le stanze delle cantina sono costituite da tre volte. La cantina situata al piano più basso presenta una volta medievale a botte, che nel 1867 fu decorata da Heinrich Bey con i motivi del Faust di Goethe.
Altre stanze della cantina sono la Lutherzimmer e la Goethezimmer. Quest'ultima è decorata con dipinti di A. Bretschneider del 1625.

## Storia
Nel luogo in cui sorse l'Auerbachs Keller trovava posto un'enoteca già nel 1438.
La proprietà dello stabile, che si trovava allora al nr. 3 della via, fu rilevata nel 1529 dal medico e professore di medicina Heinrich Stromer, soprannominato, per via del suo luogo di origine, "Dottor Auberbach" Stromer vi fece costruire tra il 1530 e il 1538 alcuni edifici al pianterreno: il posto, chiamato "Auberbachs Hof", sarebbe divenuto tra il XVI e il XIX secolo la principale e maggiore area commerciale della città.
Le prime cantine furono realizzate per volere dello stesso Stromer. e sarebbero diventate in seguito per molto tempo le più grandi non solo di Lipsia, ma anche di tutta la Germania, anche grazie ad ulteriore ampliamento avvenuto nel 1635.
Nel 1912 l'Auberbachs Hof fu fatta demolire dal commerciante A. Mädler e nel 1914 furono poste le basi per la creazione del Mädlerpassage, la galleria commerciale in cui l'Auerbachs Keller trova posto tuttora.

## Leggende
Secondo la leggenda, nel 1515 il noto Dottor Johannes Faust avrebbe cavalcato con l'aiuto del diavolo una delle botti della cantina. Questa leggenda ispirò in seguito Goethe.